# فهرست دودمان‌های تاجیک‌تبار
فهرست دودمان‌های تاجیک شامل دودمان‌هایی است که یا توسط تاجیک‌ها تأسیس شده‌اند یا عمدتاً از جمعیت تاجیکی برخوردار بوده‌اند. تاجیک‌ها، قومی ایرانی‌تبار و فارسی‌زبان هستند که عمدتاً در تاجیکستان، افغانستان، ازبکستان، ایران، چین و پاکستان سکونت دارند.

## دوران باستان (۶۰۰ پیش از میلاد – ۷۱۰ میلادی)
| نام دودمان          | منطقه/سرزمین | دوره زمانی           | توضیحات                                          |
| ------------------- | ------------ | -------------------- | ------------------------------------------------ |
| کانگ‌جو              | فرارود       | ۱۰۰ ق.م – ۵۰۰ میلادی | دولت سغدی در دره فرغانه                          |
| شاهزاده‌نشین چغانیان | چغانیان      | ۶۰۰–۷۰۰ میلادی       | دودمان محلی در چغانیان؛ در منابع عربی: السغانیان |
| شاهزاده‌نشین ختل     | ختل          | ۶۰۰–۷۰۰ میلادی       | دولت سغدی در منطقه ختلان                         |
| شاهزاده‌نشین فرغانه  | فرغانه       | ۵۰۰–۸۰۰ میلادی       | شاهزاده‌نشینی سغدی                                |
| اوشروسنه            | اوشروسنه     | ۵۰۰–۷۲۰ میلادی       | منطقه‌ای سغدی که در منابع اسلامی آمده است         |
| شاهزاده‌نشین سمرقند  | سمرقند       | تا قرن هشتم میلادی   | تحت حاکمیت شاهان سغدی                            |

## دوران میانه (۷۱۰–۱۵۰۶ میلادی)
| قلمرو              | نام دودمان | منطقه            | دوره                            | توضیحات                                           |
| ------------------ | ---------- | ---------------- | ------------------------------- | ------------------------------------------------- |
|                    | صفاریان    | سیستان           | ۸۶۱–۱۰۰۳ میلادی                 | بنیان‌گذار: یعقوب لیث صفار؛ از نخستین حامیان فارسی |
|                    | طاهریان    | خراسان           | ۸۲۱–۸۷۳ میلادی                  | نخستین دودمان مستقل ایرانی مسلمان                 |
|                    | سامانیان   | فرارود، خراسان   | ۸۱۹–۹۹۹ میلادی                  | برجسته‌ترین حکومت تاجیکی؛ احیاگر زبان فارسی        |
|                    | غوریان     | غور              | ۸۷۹–۱۲۱۵ میلادی                 | پادشاهی تاجیک در افغانستان مرکزی؛ مخالف غزنویان   |
|                    | کرتیان     | هرات             | ۱۲۴۴–۱۳۸۱ میلادی                | دولت فارسی‌زبان تابع مغولان و تیموریان             |
| شاهزاده‌نشین بدخشان | بدخشان     | قرن ۱۴–۱۶ میلادی | حکومتی محلی در کوهستان‌های پامیر |                                                   |

## دوران مدرن اولیه (۱۵۰۶–۱۸۶۸ میلادی)
| قلمرو        | نام دودمان | منطقه            | دوره                 | توضیحات                                 |
| ------------ | ---------- | ---------------- | -------------------- | --------------------------------------- |
| امارت بدخشان | بدخشان     | قرن ۱۷–۱۸ میلادی | حکومت‌های تاجیکی محلی |                                         |
|              | دره درواز  | شاهزادگان درواز  | قرن ۱۷–۱۹ میلادی     | پادشاهی مستقل تاجیکی                    |
|              | خانات هرات | هرات             | قرن ۱۸ میلادی        | تاجیکان دارای نفوذ در دیوان‌سالاری دربار |

## دوران مدرن (۱۸۶۸–اکنون)
| قلمرو           | نام حکومت                         | منطقه     | دوره                                 | توضیحات                                                     |
| --------------- | --------------------------------- | --------- | ------------------------------------ | ----------------------------------------------------------- |
|                 | امارت بخارا                       | بخارا     | ۱۷۸۵–۱۹۲۰ میلادی                     | دولت تاجیکی با اکثریت جمعیت تاجیک                           |
|                 | پادشاهی حبیب‌الله کلکانی           | افغانستان | ۱۹۲۹ میلادی                          | حکومت کوتاه‌مدت توسط تنها پادشاه تاجیک افغانستان             |
|                 | دولت اسلامی افغانستان (۱۹۹۲–۱۹۹۶) | افغانستان | ۱۹۹۲–۱۹۹۶ میلادی                     | ریاست جمهوری برهان‌الدین ربانی؛ بیشتر اعضای دولت تاجیک بودند |
| شاهزادگان پامیر | بدخشان شرقی                       | تا قرن ۲۰ | فرمانروایان محلی در کوهستان‌های پامیر |                                                             |
|                 | تاجیکستان                         | تاجیکستان | ۱۹۹۱–اکنون                           | جمهوری مستقل با اکثریت جمعیت تاجیک                          |